# Ken McGregor
Kenneth Bruce McGregor (Adelaide, 2 de junho de 1929 – 1 de dezembro de 2007) foi um tenista profissional australiano.

## Grand Slam finais

### Simples (1 título, 3 vices)
| Resultado | Ano  | Campeonato      | Oponente      | Placar               |
| --------- | ---- | --------------- | ------------- | -------------------- |
| Vice      | 1950 | Australian Open | Frank Sedgman | 3–6, 4–6, 6–4, 1–6   |
| Vice      | 1951 | Australian Open | Dick Savitt   | 3–6, 6–2, 3–6, 1–6   |
| Vice      | 1951 | Wimbledon       | Dick Savitt   | 4–6, 4–6, 4–6        |
| Campeão   | 1952 | Australian Open | Frank Sedgman | 7–5, 12–10, 2–6, 6–2 |